# Mohamed Ezzarfani
Mohamed Ezzarfani (Nador, 15 november 1997) is een Marokkaans voetballer die doorgaans als aanvaller speelt. Hij verruilde FC Barcelona in 2018 in voor RCD Espanyol.

## Clubcarrière
Ezzarfani werd geboren in de Marokkaanse stad Nador, maar groeide op in Barcelona. Hij speelde in zijn jeugd voor clubs als CF Martorell, FP Hermes en CF Damm. Op 28 juli 2016 vertok Ezzarfani naar CF Badalona, toen uitkomend in de Segunda Division.
Hij maakte zijn debuut op 21 augustus 2016, als basisspeler in een 1-0 thuisoverwinning tegen Lleida Esportiu. Zijn eerste goal scoorde hij op 16 oktober, in een 1-1 gelijkspel tegen CD Alcoyano. Hij speelde dat seizoen 26 wedstrijden en scoorde twee keer.
Op 17 juli 2017 tekende Ezzarfani een contract voor twee jaar bij FC Barcelona. Hij werd gehaald voor het tweede elftal, FC Barcelona B. Op 11 augustus werd hij echter uitgeleend aan landgenootsteam Hércules CF voor één jaar.
Op 30 augustus 2018 beëindigde Ezzarfani zijn contract Bij FC Barcelona en tekende hij een contract bij stadsgenoot RCD Espanyol.
Ezzarfani maakte zijn debuut op 28 november 2019 in een Europa league-wedstrijd tegen Ferencvárosi TC.